# Cantonul La Tremblade
Cantonul La Tremblade este un canton din arondismentul Rochefort, departamentul Charente-Maritime, regiunea Poitou-Charentes, Franța.

## Comune
| Comune         | Populație (1999) | Cod poștal | Cod INSEE |
| -------------- | ---------------- | ---------- | --------- |
| Arvert         | 3 069            | 17530      | 17021     |
| Chaillevette   | 1 327            | 17890      | 17079     |
| Étaules        | 2 153            | 17750      | 17155     |
| Les Mathes     | 1 675            | 17570      | 17225     |
| Saint-Augustin | 1 166            | 17570      | 17311     |
| La Tremblade   | 4 474            | 17390      | 17452     |